# Liste der Monuments historiques in Cusance
Die Liste der Monuments historiques in Cusance führt die Monuments historiques in der französischen Gemeinde Cusance auf.

## Liste der Objekte
| Bezeichnung      | Beschreibung            | Standort                      | Kennzeichnung | Schutzstatus | Datum | Bild |
| ---------------- | ----------------------- | ----------------------------- | ------------- | ------------ | ----- | ---- |
| Weihwasserbecken | Bronze, um 1506         | in der Kirche St-Léger (Lage) | PM25000605    | Classé       | 1908  |      |
| Prozessionskreuz | Kupfer, 16. Jahrhundert | in der Kirche St-Léger (Lage) | PM25000606    | Classé       | 1908  |      |